# The A-Team (televisieserie)

A-Team logo.

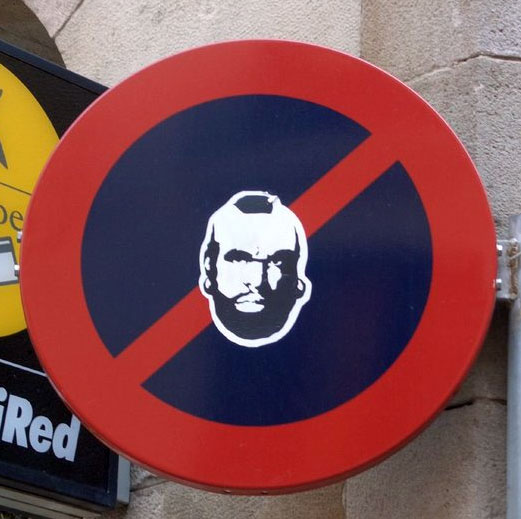
Mr. T van het A-Team als sticker op een verkeersbord

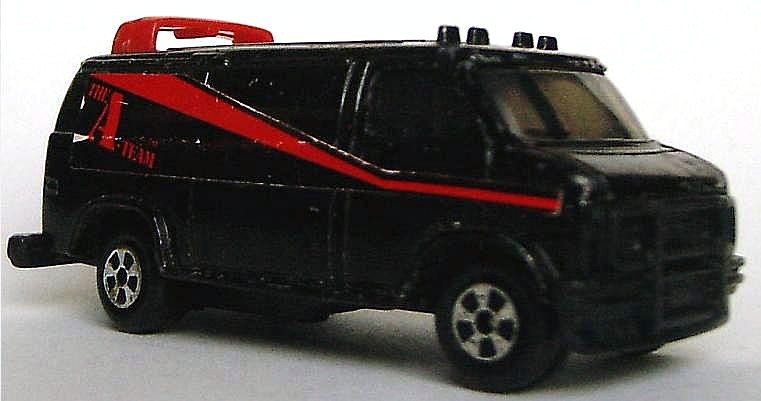
GMC Van miniatuur van het A-Team

The A-Team is een Amerikaanse televisieserie uit de jaren tachtig. De serie gaat over een groep huurlingen die in hun busje dwars door de Verenigde Staten trekt. Onderweg helpen ze onderdrukte mensen in hun strijd tegen rijke criminelen en onderdrukkers. Kenmerkend voor de serie was de unieke combinatie van humor, stripachtige actie en avontuur. The A-Team was een succes en trok wereldwijd een miljoenenpubliek. Vandaag de dag wordt The A-Team nog vaak op tv herhaald. Omdat de serie destijds vooral kinderen onder de 10 jaar aansprak, wordt ze nu vooral gerekend tot jeugdsentiment. Ook zijn er veel A-Team-fanclubs opgericht en heeft de serie een zekere cultstatus. De serie werd in Nederland voor het eerst door de TROS uitgezonden.
Destijds riep de serie veel controverse op, vanwege het vermeende geweldsgehalte en pro-militaire karakter. Vandaag de dag blijkt dat allemaal best mee te vallen: ondanks de ontelbare explosies, stunts, kogelregens en vuistgevechten, viel er in de gehele serie slechts één zichtbare dode en vloeide er zelden bloed.

## Verhaal
De serie gaat over vier Vietnamveteranen die er ten onrechte van worden beschuldigd de bank van Hanoi net na het einde van de oorlog te hebben overvallen. Zij zeiden dat het een missie was, doch daags na de missie wordt het kantoor van de officier opgeblazen en zo ook de officier. Ze worden ervoor veroordeeld, maar weten uiteindelijk te ontsnappen uit Fort Bragg. Ze vluchten naar Los Angeles en duiken onder. Daar overleven ze als huurlingen, maar zo nu en dan helpen ze ook gratis mensen die onrecht wordt aangedaan.
Hoewel iedere aflevering van het A-Team op zichzelf staat en dus onafhankelijk is te kijken, zijn er een aantal subplots die als een rode draad door de serie lopen. Zo worden ze gedurende de eerste helft van de serie opgejaagd door verschillende personen van het Amerikaanse leger: kolonel Lynch, kolonel Briggs en kolonel Decker en hun soldaten van de militaire politie.
Ook worden zij enkele afleveringen gevolgd door generaal Harlan "The Bull" Fullbright die er, net als Lynch en Decker, zelfs na grote moeite niet in slaagt om het A-Team achter slot en grendel te krijgen. Wanneer Fullbright samen met het A-Team in Vietnam op zoek is naar zijn dochter, raakt hij echter overtuigd van de onschuld van de leden van het A-Team. Hij krijgt echter geen kans meer om hen te helpen, doordat hij door een Vietnamese oorlogsmilitie wordt doodgeschoten.
De eerste drie afleveringen van het vijfde (en laatste) seizoen draaien om de gevangenname, berechting en (voorkomen) executie van drie van de vier A-Teamleden. Ze worden gearresteerd als ze achter een legerkapitein aangaan die hun onschuld kan bewijzen. Door een militaire rechtbank worden B.A., Face en Hannibal veroordeeld tot de doodstraf en in afwachting van de voltrekking daarvan zitten ze op een militaire basis op een eiland in de oceaan. Ze worden echter gered door Murdock en het nieuwe teamlid Franky Santana, met hulp van generaal Hunt Stockwell. Doordat ze nog steeds veroordeelde criminelen zijn, kan Stockwell hen dwingen voor hem te werken in ruil voor bescherming. De opdrachten die ze moeten uitvoeren dienen de Amerikaanse overheid, maar zijn allemaal clandestien.

## Leden
Kolonel John "Hannibal" Smith (gespeeld door George Peppard)Dit is de sigaarrokende leider van het team. Hij kreeg de bijnaam Hannibal omdat hij een briljant strateeg is. Hij is een meestervermommer en het grote brein achter de plannen om de missies tot een succesvol einde te brengen. Een van zijn favoriete uitspraken is dan ook “I love it when a plan comes together” (“Ik houd ervan als een plan werkt”).
Sergeant Bosco Albert Baracus (gespeeld door Mr. T)Hij wordt B.A. genoemd. Dat zijn zijn initialen maar het kan ook "bad attitude" betekenen (wat verwijst naar zijn agressieve gedrag). B.A. is de krachtpatser en de techneut van het team. Hij is dol op kinderen, maar heeft last van vliegangst. Dat is de reden waarom hij meestal verdoofd wordt voor ze gaan vliegen.
Luitenant Templeton Peck (gespeeld door Dirk Benedict)Zijn bijnaam Faceman, meestal afgekort tot Face, verwijst naar zijn knappe gezicht, waarmee hij veel voor elkaar krijgt. Face is de regelneef van het team. Zonder enige moeite weet hij van alles te regelen. Vooral bij het vrouwelijk schoon kan hij veel voor elkaar krijgen.
Kapitein H.M. "Howlin' Mad" Murdock (gespeeld door Dwight Schultz)Hij is de piloot van het team. Hoewel hij officieel tot gek verklaard is, is hij een waardevol lid van het team. Hij doet vaak vreemd, maar weet zijn mannetje te staan. Hij is dol op dieren (vooral zijn onzichtbare hondje Billy). Murdock wordt met rust gelaten nadat kolonel Lynch zichzelf er in aflevering 1 van overtuigd heeft dat Murdock geestelijk gestoord is. Vaak moet Murdock voor een opdracht uit een psychiatrische inrichting ontsnappen. B.A. en Murdock hebben vaak ruzie of een woordenwisseling omdat B.A. niet goed om kan gaan met het vreemde gedrag van Murdock, maar stiekem zijn ze wel op elkaar gesteld.
In de eerste aflevering gaat verslaggeefster Amy Allen (gespeeld door Melinda Culea) op zoek naar het A-Team. Daarna werkt ze een tijdje met hen samen. Later wordt ze vervangen door Tawnia Baker (gespeeld door Marla Heasley), een collega-verslaggeefster. In de aflevering The Bend in the River huurt Tawnia het A-Team in om haar verloofde te zoeken. Als het A-Team een nazi-complot heeft verijdeld, trouwt ze met haar verloofde om daarna het team te verlaten.
In het laatste seizoen krijgt het A-Team versterking van Franky Santana (gespeeld door Eddie Velez), gespecialiseerd in speciale effecten. Verder worden ze gedwongen door generaal Hunt Stockwell (gespeeld door Robert Vaughn), om klussen voor hem op te knappen.

## Het ontstaan van de serie
De serie werd door Stephen J. Cannell geschreven rondom Mr. T naar aanleiding van zijn optreden in Rocky III met Sylvester Stallone. De bedoeling was dat Mr. T de leider van het A-Team werd en dat de andere personages veel minder tekst kregen. Gaandeweg het schrijfproces besloten de schrijvers de andere personages veel uitgebreider te maken. Ze bedachten een nieuw personage (Hannibal), dat de leiding kreeg.
Ook het karakter van de serie veranderde: eerst wilde men er een serieuze actieserie van maken, maar al snel koos men voor een kinderlijker, minder gewelddadig en vooral humoristischer karakter. Het uitgangspunt voor de serie werd een parodie: het A-Team moest eigenlijk een soort parodie op actie- en oorlogsfilms worden. Dit verklaart waarom de actie, de verhalen, het acteerwerk en de muziek allemaal een tikkeltje overdreven zijn.
De titel A-Team is een verwijzing naar de standaardbenaming voor de kleinste legereenheid van de Green Berets (commando's). In hun tijd in Vietnam waren de vier hoofdpersonages uit de serie lid van zo'n A-Team.

## Acteurs
Aanvankelijk had men voor de rol van Hannibal James Coburn op het oog, maar het werd uiteindelijk toch George Peppard.
Dwight Schultz stond voor z'n rol als Murdock ook op de tocht: de producers vonden dat hij zijn rol overdreef. Pas nadat men een proefaflevering met testpubliek maakte besloot men om Schultz toch te houden.
Men had voor de rol van Face Dirk Benedict op het oog, maar wegens contractuele problemen werd de rol in de pilot-aflevering gespeeld door Tim Dunigan. Hierna werd Dunigan alsnog vervangen door Benedict.
Gedurende de opnames waren er enkele strubbelingen tussen de acteurs. Amy werd uit de serie geschreven, naar verluidt omdat Melinda Culea te veel eisen had, ze wilde deel uitmaken van het team en meer actiescènes doen. George Peppard en Mr. T konden niet samen door een deur, voornamelijk omdat Peppard het niet verkroppen kon dat, hoewel hij in tegenstelling tot Mr. T een formele opleiding tot acteur had gevolgd, Mr. T de echte ster van de serie was.
Het budget van de serie was op sommige momenten zo laag dat men ervoor koos om sommige bijrol-acteurs te recyclen. Acteurs die soms een gastoptreden als slechterik hadden werden in een bepaalde aflevering verslagen maar verschenen in de volgende aflevering weer als slechterik maar dan in een ander personage. Hierdoor kwam het dat een acteur meerdere slechteriken speelde en dat veel van de slechteriken op elkaar leken. Alle scènes van meerdere personages die door één acteur werden gespeeld werden dan op één dag opgenomen.

## Intro en outro
De titelmuziek van The A-Team is wellicht een van de bekendste themes voor een tv-serie. In de serie worden van deze muziek verschillende composities gebruikt. De muziek is gecomponeerd door Mike Post en Pete Carpenter, die voor veel series in de jaren 70 en 80 van de twintigste eeuw de titelmuziek hebben gemaakt.
De intro's van de eerste vier seizoenen zijn hetzelfde wat betreft de muziek en worden ingeleid met een voice-over ingesproken door John Ashley, een van de producenten van de serie.
De introtekst luidt als volgt:
“In 1972, a crack commando unit was sent to prison by a military court for a crime they didn't commit. These men promptly escaped from a maximum security stockade to the Los Angeles underground. Today, still wanted by the government they survive as soldiers of fortune. If you have a problem, if no one else can help, and if you can find them.... maybe you can hire The A-Team.”
De beginwoorden “In 1972..” waren bij de eerste paar afleveringen “Ten years ago...” Dit is vervolgens aangepast omdat dit niet meer zou kloppen bij latere uitzendingen van de serie. Het productiejaar van de eerste afleveringen was ook 1982, hoewel de eerste uitzendingen in 1983 plaatsvonden.
De beelden in de intro wisselen per seizoen, onder andere door wijzigingen in de cast gedurende de serie. 
De originele pilotaflevering Mexican Slayride kent geen intro omdat het team hier nog ontdekt moest worden. De credits staan hier over de openingsscène geplaatst. Voor latere herhalingen en verkoop van de serie bestaan er versies waar de pilot in twee delen is geknipt en beide afleveringen wel de reguliere intro heeft gekregen. Hier is Tim Dunigan in verwerkt die alleen in de pilotaflevering te zien was als Face.
Ook de afleveringen When You Comin' Back, Range Rider? (afleveringen 5 en 6 van seizoen 2), The Bend in the River (afleveringen 2 en 3 van seizoen 3) en Judgment Day (afleveringen 1 en 2 van seizoen 4) zijn oorspronkelijk in filmlengte uitgezonden en voor latere herhalingen naar twee afleveringen geknipt.
De dvd-boxen bevatten de oorspronkelijke filmlengtes van deze afleveringen.
De aftiteling van de serie verschilt in lengte per aflevering. Bij enkele afleveringen duurde deze zelfs circa drie minuten. Uitschieter is de aflevering When You Comin' Back, Range Rider? waar de aftiteling circa vijf minuten duurt. Hier is ook een speciale uitvoering van de titelmuziek te horen. Bij diverse latere afleveringen is deze in kortere versie ook nog gebruikt. 
Cowboy George uit seizoen 4 is de enige aflevering waar de titelmuziek niet werd gebruikt onder de aftiteling. Hier speelde Boy George, bekend als leadzanger van de band Culture Club, een gastrol. De aftiteling werd begeleid door het nummer Karma Chameleon waarmee de band in 1983 internationaal een grote hit scoorde.
De beelden onder de aftiteling bestaan uit een collage van scènes uit de betreffende aflevering. Op het moment dat de credits in beeld verschijnen springen de beelden in een freezeframe. Deze stijl van aftiteling werd meer toegepast bij tv-series in de jaren 80 zoals Quantum Leap en Airwolf.
Seizoen 5 heeft een totaal afwijkende intro die begint met drums en ratelend geluid van een machinegeweer waarna een variatie van de bekende intromuziek volgt. De bekende openingstekst kwam hier te vervallen omdat de serie een andere wending kreeg en de leden van The A-Team geen huurlingen meer waren maar werken voor generaal Hunt Stockwell. Ook heeft de aftiteling in dit seizoen een gestandaardiseerde lengte.
In de meeste landen waar The A-Team werd uitgezonden is de originele titelmuziek gebruikt. In geval van nasynchronisatie, zoals onder andere in Duitsland wordt toegepast, is ook de introtekst in de betreffende taal ingesproken. In Frankrijk is de reeks uitgezonden met een gezongen tekst op de melodie van de originele titelmuziek. Op enkele uitgaven van de dvd's is naast het Engels ook de Franse audiotrack meegeleverd en is deze versie van de titelmuziek beschikbaar.

## Succes
De eerste aflevering van The A-Team werd op 23 januari 1983 uitgezonden door de Amerikaanse televisiezender NBC. Vervolgens werd The A-Team wekelijks op de Amerikaanse tv uitgezonden. De serie was meteen een succes. Er werden vijf seizoenen met in totaal 98 afleveringen gemaakt. De allerlaatste aflevering beleefde zijn première in de VS op 8 maart 1987. In Nederland werd The A-Team vanaf zaterdag 24 september 1983 uitgezonden door de TROS.
Na het einde van de serie ging er jarenlang het gerucht van een bioscoopfilm over het originele The A-Team. De film zou een soort reünie moeten worden. Het team zou in deze film een volledig pardon krijgen en dus niet meer gezocht worden door de overheid. Deze plannen kregen geen doorgang toen George Peppard in mei 1994 overleed.

## Film
Ruim 14 jaar later, in 2008, werd het filmproject nieuw leven ingeblazen. Na een jaar van wilde speculaties werd in de herfst van 2009 de cast bekendgemaakt. In de bioscoopfilm over het A-Team wordt Hannibal vertolkt door Liam Neeson, Face door Bradley Cooper, de rol van Murdock wordt gespeeld door Sharlto Copley en Quinton Jackson kruipt in de huid van B.A. Een bijrol is weggelegd voor Jessica Biel die een ex-vriendin van Face speelt.
Op 10 juni 2010 ging de film in première in de Nederlandse bioscopen.
In de film wordt de rode draad uit de serie in een nieuw jasje gestoken. De film speelt zich niet (zoals de serie) af na de Vietnam-oorlog, maar na de oorlog in Irak. Verder focust de film zich op het ontstaan van The A-team; de missie waarbij de mannen erin worden geluisd en hun reactie daarop komen in de film aan het licht.

## Dvd-uitgaven
| Titel dvd                                 | Regio 1         | Regio 2           | Regio 4           |
| ----------------------------------------- | --------------- | ----------------- | ----------------- |
| The A-Team Seizoen 1                      | 8 juni 2004     | 13 september 2004 | 1 december 2004   |
| The A-Team Seizoen 2                      | 12 april 2005   | 4 juli 2005       | 11 juli 2005      |
| The A-Team Seizoen 3                      | 31 januari 2006 | 22 mei 2006       | 12 juli 2006      |
| The A-Team Seizoen 4                      | 4 april 2006    | 5 oktober 2006    | 20 september 2006 |
| The A-Team Seizoen 5, Het laatste seizoen | 10 oktober 2006 | 15 maart 2007     | 6 december 2006   |

## Trivia
- George Peppard had er moeite mee dat Mr. T populairder was dan hij. Tijdens de eerste (dubbel)aflevering van seizoen 4 liep Mr. T zelfs kwaad van de set. Ze spraken zestien weken niet met elkaar, maar legden het later bij.
- Leden van de cast van The A-Team en de schrijver van de serie zijn op Paasmaandag 23 april 1984 in Nederland geweest. Het was op het hoogtepunt van het succes en trok bijgevolg erg veel fans. Een registratie van het bezoek onder de noemer "Het A-Team in Nederland" per helikopter aan Harderwijk, Sneek, de Koog op Texel, Armemuiden, Valkenswaard en Paleis het Loo met een kort bezoek aan de familie Van Vollenhoven, is door de TROS uitgezonden en werd gepresenteerd door Ron Brandsteder. Aanwezig waren toen Mr. T, Dirk Benedict en Dwight Schultz. Alleen George Peppard ontbrak: hij kreeg de uitnodiging om in Nederland te komen een dag eerder dan de rest. Daarom dacht hij dat alleen hij was uitgenodigd. Toen bleek dat de rest ook was uitgenodigd was hij zo teleurgesteld dat hij niet meekwam naar Nederland.
- Op 8 en 9 mei 2004 kwamen Dwight Schultz en Dirk Benedict samen naar Nederland. Ze waren toen te gast op de "New Star Con"-fanbeurs in Berkel-Enschot.
- In mei 2007 kwamen Schultz en Benedict opnieuw op bezoek in Nederland. Op 11 mei maakten zij hun opwachting in de RTL-televisieprogramma's JENSEN! en RTL Boulevard. Daarnaast waren zij te gast bij Gerard Ekdom in het AVRO-radioprogramma Arbeidsvitaminen op 3FM. Op zaterdag 12 en zondag 13 mei waren ze aanwezig op de "Dutch Star Con"-fanbeurs in De Druiventros (wederom in Berkel-Enschot).
- In The A-Team zijn vijf GMC-bestelbusjes gebruikt, waarvan twee mooi en onbeschadigd moesten blijven (deze worden ook wel de gave uitvoeringen genoemd). Daarnaast werden er ook bestelbussen gebruikt van andere merken zoals Chevrolet en Ford, die werden gebruikt om grote stunts mee te doen. Tevens is de bestelbus niet geheel zwart, maar alleen onder de rode streep en grijs boven de streep.[2]
- In maart 2017 kwam Benedict naar de Dutch Comic Con in de Jaarbeurs en in maart 2018 volgde  Schultz.[3][4]

B.A. Baracus · H.M. Murdock · Templeton Peck · Hannibal Smith